# Domanice (Mazovië)
Domanice is een dorp in het Poolse woiwodschap Mazovië, in het district Siedlecki. De plaats maakt deel uit van de gemeente Domanice en telt 304 inwoners.